# ルイ・フェルディナン (フランス王太子)
ルイ・フェルディナン・ド・フランス（フランス語: Louis Ferdinand de France、1729年9月4日 - 1765年12月20日）は、フランス王ルイ15世と王妃マリー・レクザンスカの長男。誕生とともに王太子（ドーファン）に立てられたが、王位に就くことはなかった。

## 生涯
1745年にスペイン王フェリペ5世の娘で父の従妹に当たるマリー＝テレーズ＝ラファエルと結婚したが、妃は翌1746年に病死し、残された一人娘マリー＝テレーズも夭逝した。同年にフェリペ5世により金羊毛騎士団員に叙された。
1747年にポーランド王アウグスト3世（兼ザクセン選帝侯フリードリヒ・アウグスト2世）の娘マリー＝ジョゼフ・ド・サクスと再婚し、三男ベリー公ルイ・オーギュスト（ルイ16世）、四男プロヴァンス伯ルイ・スタニスラス（ルイ18世）、五男アルトワ伯シャルル・フィリップ（シャルル10世）ら5男3女をもうけた。
父ルイ15世とは異なり、敬虔で厳格な人物だった。ローマ教皇クレメンス13世とともにイエズス会の保護を行った。
1765年、父ルイ15世に先立って36歳で死去した。長男ブルゴーニュ公ルイ・ジョゼフ・グザヴィエと次男アキテーヌ公グザヴィエ・マリー・ジョゼフが既に夭逝していたため、三男ベリー公が代わって王太子に建てられ、1774年に王位を継承した。フランスとオーストリアの和平のための政略結婚である三男ルイ・オーギュストの妃にマリア・テレジアの末娘マリア・アントーニアを迎えることに反対して縁談を妨げていたが、自身と妃マリー＝ジョゼフの死により縁談は進められることになる。

## 子女
最初の妃マリー＝テレーズ＝ラファエル・ド・ブルボンとの間には夭逝した1女をもうけた。
- マリー＝テレーズ（フランス語版）（1746年 - 1748年）

2番目の妃マリー＝ジョゼフ・ド・サクスとの間には5男3女をもうけた。
- マリー・ゼフィリーヌ（英語版）（1750年 - 1755年）
- ルイ・ジョゼフ・グザヴィエ（英語版）（1751年 - 1761年） - ブルゴーニュ公
- グザヴィエ・マリー・ジョゼフ（英語版）（1753年 - 1754年） - アキテーヌ公
- ルイ・オーギュスト（1754年 - 1793年） - ベリー公、フランス王ルイ16世
- ルイ・スタニスラス・グザヴィエ（1755年 - 1824年） - プロヴァンス伯、フランス王ルイ18世
- シャルル・フィリップ（1757年 - 1836年）　アルトワ伯、フランス王シャルル10世
- マリー・アデライード・クロティルド・グザヴィエール（1759年 - 1802年） - サルデーニャ王カルロ・エマヌエーレ4世妃
- エリザベート・フィリッピーヌ・マリー・エレーヌ（1764年 - 1794年）